# 전성군 (1490년)
전성군 이변(全城君 李忭, 1490년 ~ 1505년)은 조선의 왕족으로, 조선 제9대 임금 성종의 12남이자 서10남이다. 생모는 귀인 권씨이다. 시호는 숙민(肅愍)이다.

## 생애
조선 제9대 왕 성종의 서자이다. 생모는 안동 권씨 가문 출신의 귀인 권씨이며, 부인은 단양군부인 안동 권씨(丹陽郡夫人 安東 權氏)이다. 자녀로는 장남(양자)인 광천군(廣川君)이 있다.

## 가족관계
- 부 : 조선 제9대 성종(成宗, 1457 ~ 1495)
- 모 : 귀인 권씨(貴人 權氏, 1471 ~ 1500)
  - 정부인 : 단양군부인 안동 권씨(丹陽郡夫人 安東 權氏) - 권건(權健)의 딸
    - 장남(양자) : 광천군 수기(廣川君 壽麒, 1510 ~ 1588) : 성종의 서7남 익양군(益陽君)의 차남
    - 며느리 : 충의위(忠義衛) 윤엽(尹燁)의 딸 파평 윤씨
      - 소생 없음

    - 며느리(측실) : 노비 두질금(豆叱今) 
      - 손자 : 평산군(平山君) 이숙(李俶, 1528 ~ ?)
      - 손자 : 평원군(平原君) 이신(李信, 1534 ~ ?)
      - 손자 : 평해군(平海君) 이담(李倓, 1543 ~ ?)
      - 손자 : 평양군(平陽君) 이의(李倚, 1545 ~ ?)
      - 손자 : 평릉군(平陵君) 이엄(李儼, 1550 ~ ?)